# フェリクス・ヴァンケル

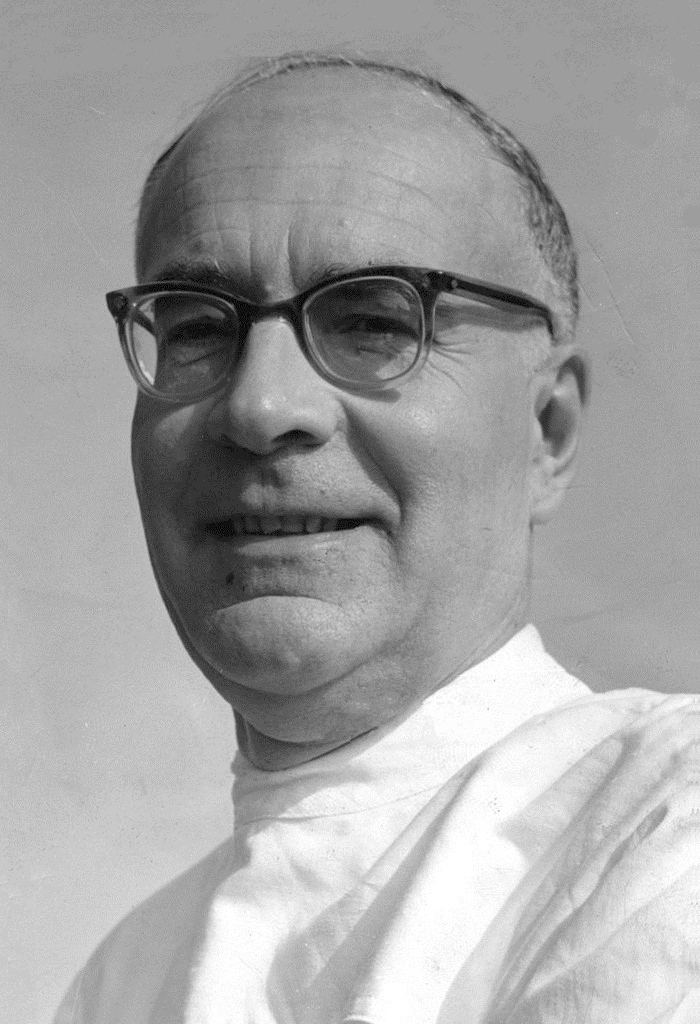
フェリクス・ヴァンケル

フェリクス・ヴァンケル（Felix Heinrich Wankel、1902年8月13日 - 1988年10月9日）は、ドイツの発明家。ロータリーエンジンを発明したことで知られる。

## 履歴
ドイツ、バーデン大公国のラール出身。

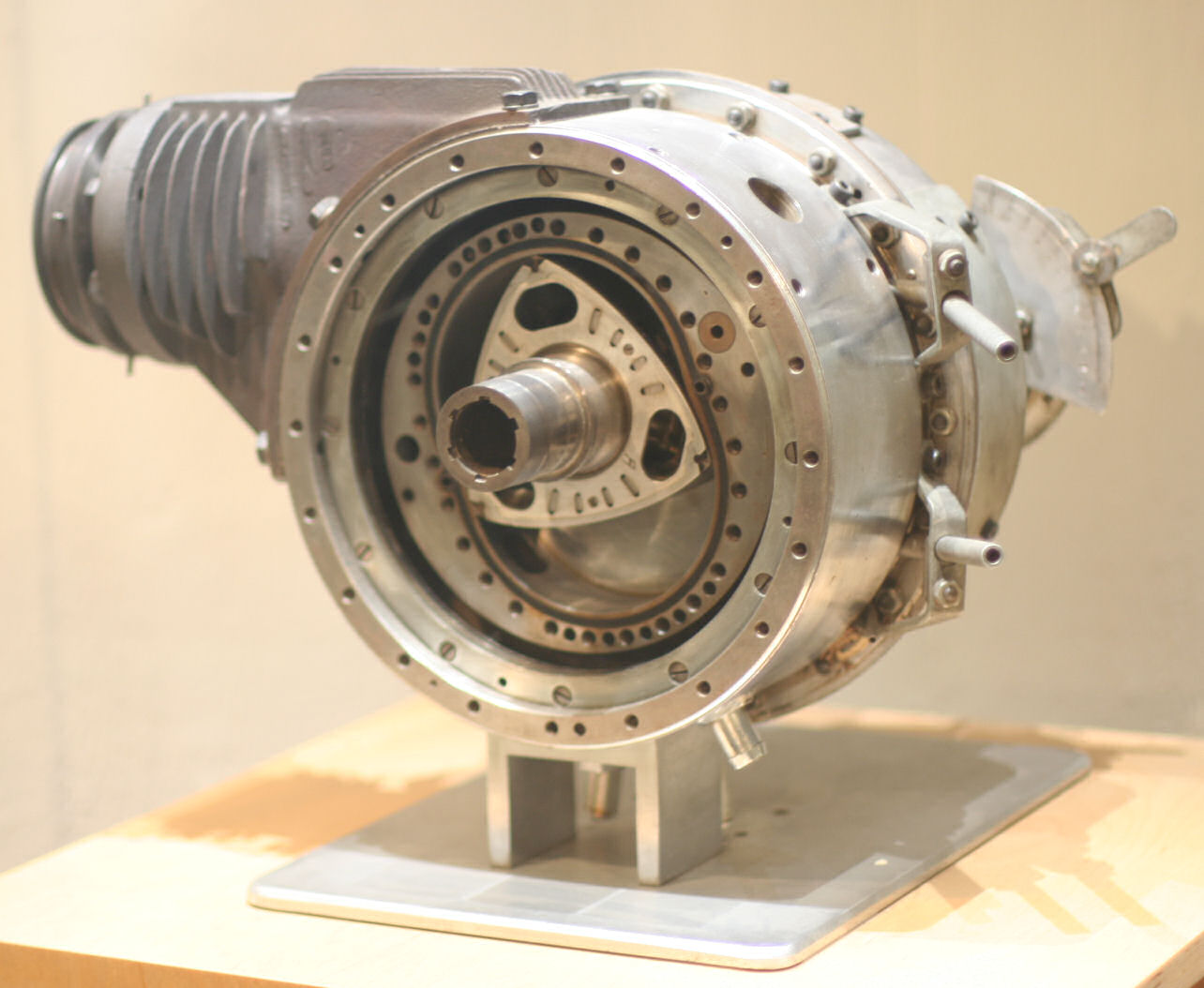
ヴァンケル エンジン タイプ DKM54（1957年）

第二次世界大戦中はドイツ空軍の航空機とドイツ海軍の魚雷のためにロータリー弁のシールを開発していた。戦後、連合国によって数ヶ月間投獄され、研究所は閉鎖された。彼の研究は接収され禁止されたが、戦時中のロータリー弁開発の経験を生かし、1951年にNSUでヴァンケルエンジンの開発を始めた。1957年2月1日に最初の試作機が運転した。
彼のエンジンはニュージャージー州のカーチス・ライトにライセンスが与えられた。試作機段階のヴァンケルロータリーは、エンジンシリンダー内部にできる「チャターマーク」と呼ばれる引っかき傷のような特殊な磨耗を解決できず、長時間運転すると壊れてしまう、実用上は不完全なエンジンであった。後に、NSUからこのエンジンの技術ライセンスを得たマツダがこの問題を解消し、ロータリーエンジンとしてマツダのコスモスポーツに初搭載された。
後年、工学博士号を授与された。晩年は動物の権利と動物実験に対して活動した。ハイデルベルクで86歳で死去した。

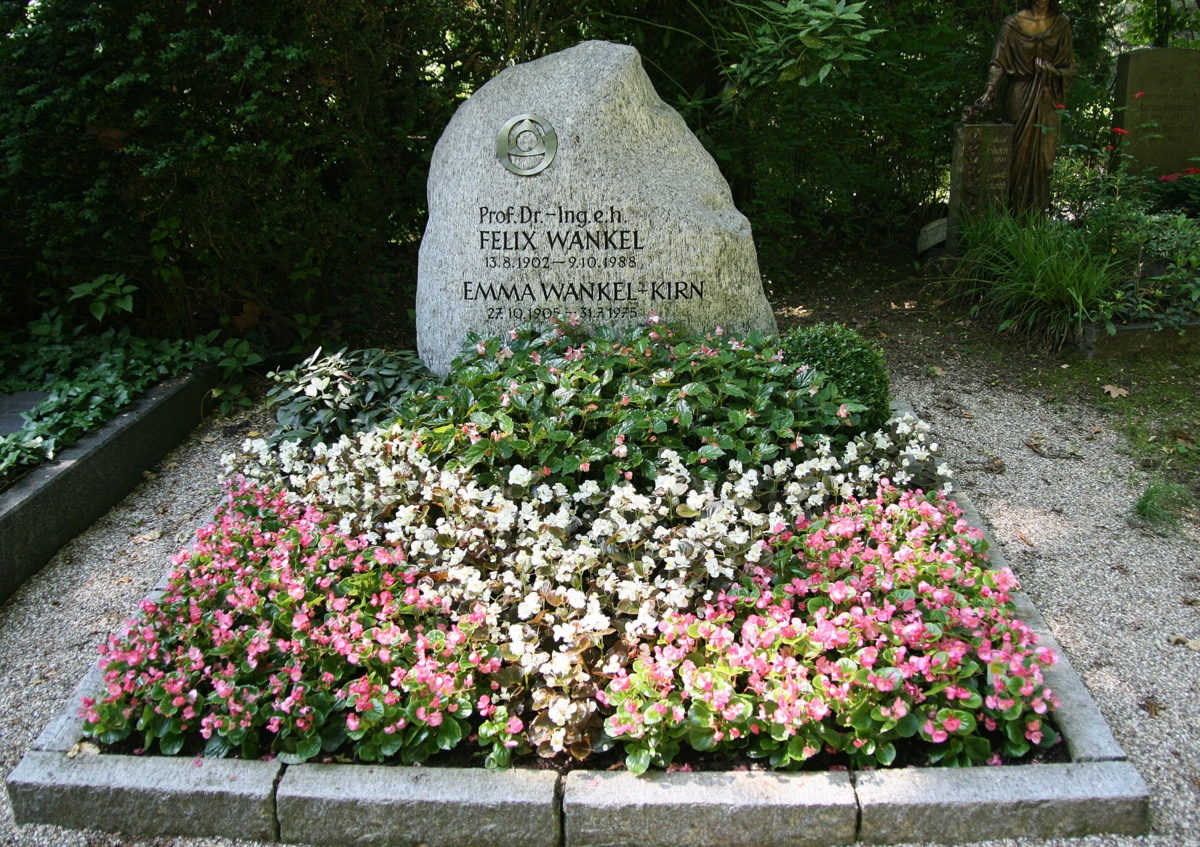
ハイデルベルクにあるヴァンケルの墓

### ライセンス
| 21.10.1958 | カーチス・ライト                 | アメリカ       | 制限無し、シリーズ無し                               |
| 29.12.1960 | フィッテル&ザックス              | 西ドイツ       | 産業用と船舶、0.5 - 30 PS                            |
| 25.02.1961 | ヤンマーディーゼル               | 日本           | ガソリンとディーゼルエンジン、1 - 100 PS、1 - 300 PS |
| 27.02.1961 | 東洋工業 (マツダ)                | 日本           | ガソリン 1 - 200 PS 自動車                           |
| 04.10.1961 | クロックナー・フンボルト・ドイツ | 西ドイツ       | ディーゼルエンジン制限無し                           |
| 26.10.1961 | ダイムラー・ベンツ               | 西ドイツ       | ガソリン 50 PS 以上                                  |
| 30.10.1961 | MAN                              | 西ドイツ       | ディーゼルエンジン制限無し                           |
| 02.11.1961 | クルップ                         | 西ドイツ       | ディーゼルエンジン制限無し                           |
| 12.03.1964 | ダイムラー・ベンツ               | 西ドイツ       | ディーゼルエンジン制限無し                           |
| 15.04.1964 | アルファロメオ                   | イタリア       | ガソリン 50 - 300 PS 乗用車用                        |
| 17.02.1965 | ロールス・ロイス                 | イギリス       | ディーゼルとハイブリッド 100 - 850 PS                |
| 18.02.1965 | 車両製造工業協会                 | 東ドイツ       | ガソリン 0.5 - 25 PS and 50 - 150 PS                 |
| 02.03.1965 | ポルシェ                         | 西ドイツ       | ガソリン 50 - 1000 PS                                |
| 01.03.1966 | アウトボード・マリン             | アメリカ       | ガソリン 50 - 400 PS                                 |
| 11.05.1967 | コモトール                       | ルクセンブルク | ガソリンとディーゼルエンジン 40 - 200 PS             |
| 12.09.1967 | グラウプナー                     | 西ドイツ       | 0.1 - 3 PS 模型エンジン、生産は小川精機              |
| 28.08.1969 | Savkel Ltd.                      | イスラエル     | ガソリン 0.5 - 30 PS 産業用                          |
| 01.10.1970 | 日産自動車                       | 日本           | ガソリン 80 - 120 PS                                 |
| 10.11.1970 | ゼネラルモーターズ               | アメリカ       | 汎用、航空機用以外                                   |
| 24.11.1970 | スズキ                           | 日本           | ガソリン 20 - 60 PS オートバイ用                     |
| 25.05.1971 | トヨタ                           | 日本           | ガソリン 75 - 150 PS                                 |
| 29.11.1971 | フォード・モーター               | 西ドイツ       | ガソリン 80 - 200 PS (1974 quit)                     |
| 25.07.1972 | バーミンガム・スモール・アームズ | イギリス       | ガソリン 35 - 60 PS for motorcycle                   |
| 29.09.1972 | ヤマハ発動機                     | 日本           | ガソリン 20 - 80 PS オートバイ用                     |
| 04.10.1971 | 川崎重工業                       | 日本           | ガソリン 20 - 80 PS オートバイ用                     |
| 03.02.1973 | アメリカン・モーターズ (AMC)     | アメリカ       | ガソリン 20 - 200 PS                                 |